# Finn on the Fly
Finn on the Fly es una película canadiense de 2008 dirigida por Mark Jean. Está protagonizada por Ana Gasteyer, Ryan Belleville, Matthew Knight, Brandon Firla, David Milchard, Wendy Anderson, Juan Chioran y Matthew Knight. La película se estrenó el 25 de julio de 2008 en Canadá.

## Sinopsis
Un niño tímido llamado Ben Soledad (Matthew Knight) se muda a un nuevo vecindario. Asiste a la escuela MacKenzie Junior High, donde no tiene amigos, siendo su único compañero en el mundo su perro Finn. Un día, el perro es convertido en un humano (Ryan Belleville) por un científico loco.

## Reparto
- Ana Gasteyer – Dra. Madeline Madsen
- Ryan Belleville – Finn
- Matthew Knight – Ben Soledad
- Brandon Firla – Bob
- David Milchard – Eddie Soledad
- Wendy Anderson – Grace Soledad
- Juan Chioran – Pablo Soledad
- Mathew Peart – Albert “Al” Madsen

- Datos: Q3319810